# Secrets of the Lone Wolf
Pour plus de détails, voir Fiche technique et Distribution.
Secrets of the Lone Wolf est un film américain réalisé par Edward Dmytryk, sorti en 1941.

## Synopsis
Michael Lanyard est embauché pour protéger des pierres précieuses destinées à financer la bataille d'une nation étrangère pour la liberté.

## Fiche technique
- Titre : Secrets of the Lone Wolf
- Réalisation : Edward Dmytryk
- Scénario : Stuart Palmer d'après le roman de Louis Joseph Vance
- Direction artistique : Lionel Banks
- Photographie : Philip Tannura
- Société de production : Columbia Pictures
- Pays d'origine : États-Unis
- Format : Noir et blanc - 1,37:1 - Mono
- Genre : Aventure
- Date de sortie : 1941

## Distribution
- Warren William : Michael Lanyard
- Ruth Ford : Helene de Leon
- Roger Clark : Paul Benoit
- Victor Jory : Dapper Dan Streever
- Eric Blore : Jamison
- Thurston Hall : Inspecteur Crane
- Fred Kelsey : Sergent Dickens
- Victor Kilian : Colonel Costals
- John Harmon : Bernard